# Phodilus
Phodilus és un gènere d'ocells de la família dels titònids. Forma per ell mateix la subfamília dels fodilins (Phodilinae). Aquests rapinyaires nocturns habiten la selva humida d'una zona molt restringida d'Àfrica central i una altra, més extensa a l'Àsia meridional i el sud-est asiàtic. Semblants a les òlibes, són més petites i amb un disc facial en forma d'U, més marcat.
Segons la classificació del Congrés Ornitològic Internacional (versió 12.2, 2022), aquest gènere està format per tres espècies:
- òliba banyuda de Sri Lanka (Phodilus assimilis).
- òliba banyuda oriental (Phodilus badius).
- òliba del Congo (Phodilus prigoginei).

Phodilus assimilis és considerat una subespècie de Phodilus badius en la classificació de Clements 6a Edició (2009).